# セドリック (アニメシリーズ)
セドリック (仏: Cédric) – 同名コミックを原作としたフランスのアニメシリーズ. 2001年12月23日から2007年12月12日までフランス3で放送された。

## 説明
主人公のセドリック・デュポンは両親と祖父と一緒に暮らす8歳の少年。ある日セドリックは中国人の同級生女の子チェン・リャオピンを見て恋に落ちる。セドリックは祖父のペペと、心配事を何でも話し合うことができる親友のクリスチャンからのアドバイスを受けて、彼女の心の心を勝ち取ろうとし、両親を喜ばせようと学業にも励もうとするが、そんな彼の前に金持ちのニコラス.